# 佐世保市立吉井南小学校
佐世保市立吉井南小学校（させぼしりつ よしいみなみしょうがっこう、Sasebo City Yoshiiminami Elementary School）は、長崎県佐世保市吉井町前岳にある公立小学校。略称「南小」。

## 概要
歴史
1874年（明治7年）に「吉田小学校」として創立。校名に「吉井」が入るようになったのは1931年（昭和6年）。2014年（平成26年）に創立140周年を迎えた。
学校教育目標
「目標の達成に向けて主体的に学び、自分のよさを高め力を伸ばしていく子どもの育成」
校章
ゲッケイジュの葉の絵と4つの「ヨ」の文字（吉（ヨ4）を表す）、「井」の文字を組み合わせて、中央に校名の「南小」の文字（縦書き）を置いている。
校歌
作詞は吉富新一、作曲は伊藤英一による。歌詞は3番まであり、各番に校名の「南」が登場する。
校区
「長崎県佐世保市吉井町」の後に「立石、大渡、前岳、踊瀬、春明、橋川内、橋口、上吉田、田原、吉元、下原、乙石尾、高峰」が続く地域（吉井南部地区）。中学校区は佐世保市立吉井中学校。

## 沿革
- 1874年（明治7年）7月15日  - 第五大学区第四中学区[2]の小学校として「吉田小学校」が松浦郡吉田村旧庄屋跡に創立。
- 1878年（明治11年）- 郡制の施行により、松浦郡が東西南北4郡に分割され、北松浦郡に属することとなる[3]。
- 1881年（明治14年）- 小学校教則綱領の制定により初等科（修業年限3年）を設置し、「公立初等吉田小学校」に改称。
- 1884年（明治17年）- 中等科（修業年限3年）を設置し、「公立中等吉田小学校」に改称。
- 1886年（明治19年）9月4日 - 校舎を新築して移転（現・吉元住宅地）。
- 1887年（明治20年）4月1日 - 小学校令の施行により、尋常科（修業年限4年）を設置の上、「尋常吉田小学校」に改称。
- 1889年（明治22年）4月 - 町村制の施行により、吉田村と福井村の2村が合併し吉井村が発足。これにより吉井村立の小学校となる。
- 1892年（明治25年）4月1日 - 「吉田尋常小学校」と改称（「尋常」の位置が変更となる）。
- 1898年（明治31年）5月9日 - 高等科（修業年限4年）が併置され、「吉田尋常高等小学校」と改称（尋常科4年・高等科4年）。
- 1899年（明治32年）3月1日 - 校舎を増築。
- 1908年（明治41年）4月1日 - 小学校令の改正により、義務教育年限（尋常科の修業年限）が4年から6年に延長される。このため、旧高等科1年を尋常科5年、旧高等科2年を尋常科6年、旧高等科3年を高等科1年、旧高等科4年を高等科2年に振り替える（尋常科6年・高等科2年）。
- 1914年（大正3年）9月1日 - 吉田農業補習学校を併設。
  - 後に「吉田実業補習学校」に改称。
- 1926年（大正15年）7月 - 青年訓練所を吉田実業補習学校に併設（青年訓練認定となる）。
- 1931年（昭和6年）4月1日 - 福井尋常高等小学校と統合され、「吉井尋常高等小学校」と改称。旧・福井尋常高等小学校校舎に福井分校を設置。
  - 実業補習学校も統合され「吉井実業補習学校」に改称。
- 1932年（昭和7年）
  - 10月18日 - 現在地に木造2階建ての新校舎が完成し移転を完了。旧校舎を吉田分校とする。
  - 11月26日 - 玄関前にカイヅカイブキを移植。
- 1933年（昭和8年）3月5日 - 楠34本を移植。
- 1935年（昭和10年）
  - 4月1日 -家事室が完成。
  - 4月24日 - 電話が開通。
  - 6月1日 - 青年学校令の施行により、吉井実業補習学校が「吉井青年学校」に改称。
- 1941年（昭和16年）4月1日 - 国民学校令の施行により、「吉井村国民学校」に改称。尋常科を初等科に改める（初等科6年・高等科2年）
- 1946年（昭和21年）7月21日  - 奉安殿を撤去。
- 1947年（昭和22年）
  - 3月31日 - 吉田分校を廃止。
  - 4月1日 - 学制改革（六・三制の実施）が行われる。
    - 国民学校の初等科が改組され、「吉井村立吉井小学校」となる。
    - 国民学校の高等科と青年学校の普通科が改組され、「吉井村立吉井中学校」（新制中学校）が発足。旧吉田分校の校舎が中学校の校舎に充てられた。
- 1948年（昭和23年）5月1日 - 児童数の増加により、家事室・裁縫室も普通教室として使用。
- 1949年（昭和24年） 9月 - 東側に校舎2教室が増築される。
- 1951年（昭和26年）12月1日 - 町制施行により吉井町が発足。これにより「吉井町立吉井小学校」に改称。
- 1954年（昭和29年）
  - 4月1日 - 福井分校が独立し「吉井町立福井小学校」として独立。
  - 5月1日 - 「吉井町立南小学校」に改称。この時独立したばかりの福井小学校は「吉井町立北小学校」に改称。
  - 5月15日 - 木造2階建ての西校舎8教室の増築が完成。
  - 11月1日 - パンとミルクの給食を開始。
  - 11月15日 - 校歌を制定。
- 1955年（昭和30年）12月19日 - 週3回の学校給食（C型給食）を開始。
- 1956年（昭和31年）3月31日 -東側校舎2教室を増築。
- 1957年（昭和32年）5月31日 - 西校舎2教室を増築。
- 1958年（昭和33年）
  - 3月18日 - 西校舎4教室を増築。
  - 6月3日 - 給食室等を火災で焼失。
  - 8月31日 - 西校舎2教室を増築。
  - 11月 - 新給食室が完成。
- 1959年（昭和34年）
  - 4月14日 - 在籍児童数が最大の1977名（37学級）を記録。
  - 7月5日 - 別棟で西校舎3教室を増築。
- 1962年（昭和37年）
  - 4月1日 - 特殊学級を1学級新設。
  - 9月1日 - 鼓笛隊を編成。
- 1963年（昭和38年）
  - 7月 - 運動場を拡張。東側校舎を解体。
  - 10月13日  - 校旗が寄贈される。
- 1965年（昭和40年）4月1日 - 特殊学級をさらに1学級増設。
- 1969年（昭和44年）7月10日 - プールが完成。
- 1975年（昭和50年）2月23日 - 体育館が完成。創立100周年記念式典を挙行。
- 1986年（昭和61年）3月27日 - 裏山の防災工事が完成。
- 1990年（平成2年）8月11日 - 校舎とのお別れ式を実施。
- 1991年（平成3年）10月28日 - 鉄筋コンクリート造4階建ての校舎が完成。給食エレベーターを設置。
- 1992年（平成4年）
  - 2月17日 - 給食室が完成。
  - 3月4日 - 運動場を拡張。
- 1993年（平成5年）
  - 1月18日 - コンピュータ室にパソコンを設置。
  - 3月17日 - 体育館・プールが完成。
  - 8月10日 - 屋外ステージが完成。
- 1995年（平成7年）3月20日 - 終戦50周年を記念して校舎裏庭に紅梅を植樹。
- 2004年（平成16年）6月30日 - 運動場照明器具を設置。
- 2005年（平成17年）4月1日 - 市町村合併より、「佐世保市立吉井南小学校」（現校名）に改称。
- 2006年（平成18年）8月17日 - 野外ステージを解体。
- 2007年（平成19年）11月20日 - ひまわり公園遊具設置工事
- 2008年（平成20年）8月18日 - 校門くすのき補強工事
- 2014年（平成26年）10月28日 - 児童クラブの新築工事が完了。

## アクセス
最寄りの鉄道駅
- MR松浦鉄道 西九州線　「吉井駅」

最寄りのバス停
- 西肥自動車（西肥バス）「吉井学校前」バス停

最寄りの国道・県道
- 国道204号
- 長崎県道40号佐世保吉井松浦線
- 長崎県道54号栗木吉井線

## 周辺
- 佐世保市役所吉井支所（旧・吉井町役場、佐世保市役所吉井行政センター）
- 佐世保市役所吉井地区コミュニティセンター
- 佐世保市立吉井中学校
- 吉井中央幼稚園
- 吉井郵便局
- 佐世保市北部商工会
- 熊野神社

## 著名な関係者
- 篠崎年子（政治家） - 元教師

## 関連事項
- 長崎県小学校一覧
- 佐世保市小学校一覧